# رمضان تونتش
رمضان تونتش (بالتركية: Ramazan Tunç)‏ هو لاعب كرة قدم تركي في مركز الدفاع، ولد في 17 سبتمبر 1975 في كوموش خانة في تركيا. شارك مع منتخب تركيا تحت 21 سنة لكرة القدم ومنتخب تركيا لكرة القدم. أما مع النوادي، فقد لعب مع أنقرة غوجو وعثمانلي سبور وغازي عنتاب سبور.

## وصلات خارجية
- رمضان تونتش على موقع اتحاد تركيا (لاعب) (الإنجليزية)
- رمضان تونتش على موقع قاعدة بيانات كرة القدم.إي يو (الإنجليزية)
- رمضان تونتش على موقع عالم كرة القدم.نت (الإنجليزية)